# 그리스의 섬 목록

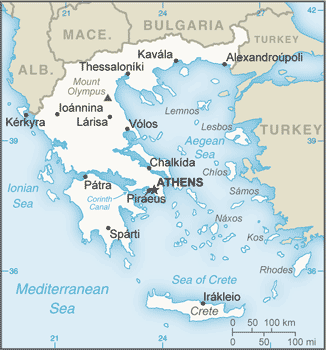

그리스에는 6,000개가 넘는 섬이 있다.(섬과 암초 포함) 이 가운데 227개 섬에만 사람이 살며, 그 가운데 거주 인구가 100명이 넘는 곳은 78개에 불과하다.
그리스에서 가장 큰 섬은 에게해 남쪽 끝에 있는 크레타섬이다. 두 번째로 큰 섬은 중앙그리스주의 에비아(에우보이아) 섬으로, 폭 60m의 에브리포스 해협을 사이로 그리스 본토와 떨어져 있다. 3위는 레스보스섬, 4위는 로도스섬이며, 나머지 섬의 넓이는 로도스섬의 2/3 수준이거나 더 작은 섬도 많다.
그리스의 섬은 전통적으로 아테네 주변 사로니스만에 있는 아르골리스-사로니코스 제도, 에게해의 한 가운데에 섬이 밀집한 키클라데스 제도, 터키 서쪽 해안과 가까운 북에게 제도, 크레타와 터키 사이의 에게해 남동쪽에 있는 도데카니사 제도, 에비아 해안과 가까운 스포라데스 제도, 이오니아해의 이오니아 제도(이 가운데 키티라섬은 그리스 본토의 남쪽 끝과 살짝 떨어져 있지만, 이오니아 제도의 일부로 여긴다)으로 나눈다.

## 면적순 목록
표면적에 따른 그리스의 섬 목록.
| 순위 | 이름         | 면적 (km2) |
| ---- | ------------ | ---------- |
| 1    | 크레타       | 8336       |
| 2    | 에비아       | 3685       |
| 3    | 레스보스     | 1633       |
| 4    | 로도스       | 1401       |
| 5    | 케팔로니아   | 906.5      |
| 6    | 키오스       | 842.3      |
| 7    | 케르키라     | 592.9      |
| 8    | 렘노스       | 477.6      |
| 9    | 사모스       | 477.4      |
| 10   | 낙소스       | 429.8      |
| 11   | 자킨토스     | 406        |
| 12   | 타소스       | 380.1      |
| 13   | 안드로스     | 380.0      |
| 14   | 레프카다     | 355.9      |
| 15   | 카르파토스   | 324.8      |
| 16   | 코스         | 290.3      |
| 17   | 키티라       | 279.6      |
| 18   | 이카리아섬   | 225        |
| 19   | 스키로스섬   | 209        |
| 20   | 파로스섬     | 195        |
| 21   | 티노스섬     | 194        |
| 22   | 사모트라키섬 | 178        |
| 23   | 밀로스섬     | 151        |
| 24   | 케아섬       | 132        |
| 25   | 아모르고스섬 | 121        |

## 같이 보기
- 그리스의 지리
- 이오니아 제도